# Référendum constitutionnel égyptien de 2012
Le référendum constitutionnel égyptien de 2012 a lieu les 15 et 22 décembre 2012. Les électeurs ont été amenés à se prononcer sur le projet de Constitution rédigé par l’Assemblée constituante.

## Contexte
La révolution de janvier 2011 a mené au départ du président Hosni Moubarak, en poste depuis 1981, à un référendum constitutionnel organisé en mars de la même année afin d’amender la constitution en place et à l’élection d’une Assemblée constituante, lors d’un scrutin organisé entre novembre 2011 et janvier 2012. Seulement la moitié du corps électoral se déplace lors de cette dernière élection, qui donne une nette victoire aux Frères musulmans, le parti islamiste emportant avec ses alliés salafistes environ deux tiers des sièges de députés. Le reste des sièges va à des élus libéraux, coptes, etc. Cette assemblée est chargée de rédiger une constitution, mais celle-ci se fait en suivant un « processus chaotique. Plus de 22 membres de l'Assemblée constituante ont démissionné pendant les travaux pour protester contre la nature partisane et religieuse du document. La rédaction a été entièrement dominée par les islamistes - Frère musulmans et salafistes »,.
Entre-temps, en juin 2012 a eu lieu une élection présidentielle qui a porté au pouvoir le candidat des Frères musulmans Mohamed Morsi, élu avec 51,6 % des voix contre son adversaire Ahmed Chafik, ancien ministre de Moubarak. Le 22 novembre 2012, Morsi promulgue une déclaration constitutionnelle qui lui confère la possibilité de légiférer par décret et d'annuler des décisions de justice déjà en cours. En réaction des manifestations de plusieurs milliers de personnes ont lieu dans le pays, rassemblant en particulier des militants se définissant comme des « défenseurs du principe de laïcité ». Le 9 décembre 2012 pour prendre de court les contestations, il annonce qu'il soumet le projet de constitution à référendum.

## Amendements proposés
L'article 133 institue que le président de la République est élu pour un mandat de quatre ans renouvelable une fois. La fonction de vice-président est supprimée. En cas d'empêchement temporaire, le Premier ministre assure l'intérim. En cas de vacance de la présidence, c'est le président de la Chambre des députés qui l'assure.
L'article 232 affirme que les dirigeants de l'ancien Parti national démocrate (PND, dissous) en place au moment de la révolution, sont empêchés de se présenter aux élections présidentielle et législatives pendant 10 ans.
Le ministre de la Défense est choisi au sein de l'armée et est le commandant en chef des forces armées(art. 195). Un conseil présidé par le chef de l'État, comprenant plusieurs ministres et les présidents des deux chambres, mais composé en majorité de militaires, discute du budget de l'armée et des lois relatives aux militaires (art. 197). Cet article, selon ses détracteurs, permet de continuer à protéger les privilèges dont jouissait l'armée sous Moubarak. Ses partisans assurent qu'il permet d'ébaucher un contrôle civil sur les affaires militaires.
Le projet (art. 2) reprend la formulation de l'ancien texte, devenue consensuelle en Égypte, qui prévoit que « les principes de la charia » ou loi islamique, sont « la principale source de la législation ». Implicitement, elle n'est pas la source unique du droit, mais le texte ajoute clairement la jurisprudence religieuse comme source de droit, et donne à l'université al-Azhar le droit de « prêcher l'islam en Égypte et dans le monde entier », celle-ci devant être consultée sur tous les sujets relatifs à la charia, laissant craindre des conflits de compétence avec la Haute Cour constitutionnelle. D'autre part, le Code pénal n'est pas mentionnée pour la punition des crimes, laissant dès lors une place plus importante à l'application de la charia. L'islam reste « religion d'État ».
Un article (219) prévoit toutefois que les diverses doctrines sunnites sont considérées comme des sources d'interprétation pour la charia. Cet article est très critiqué par les églises chrétiennes, qui y voient une reconnaissance possible des visions les plus rigoristes de l'islam.
La « liberté de croyance est garantie » (art. 43), mais le projet de Constitution ne fait référence qu'à l'islam, au christianisme et au judaïsme en matière de garantie de la pratique du culte par l'État. Certains craignent de possibles persécutions quant aux croyance minoritaires, comme les bahaïs.
Les civils ne peuvent être traduits devant la justice militaire, sauf en cas de « crimes de nature à nuire aux forces armées » (art. 198). L'opposition et les organisations de défense des droits de l'Homme demandaient l'interdiction de ce type de procès.
Le texte (art. 33) affirme « l'égalité des citoyens devant la loi sans discriminations », mais sans faire mention explicite de l'égalité entre les sexes. Une disposition qui prévoyait que l'égalité des sexes soit conforme aux préceptes de la charia a été écartée.
La liberté d'expression est protégée, mais les « insultes contre les personnes humaines » sont interdites (art. 31), de même que « les insultes envers les prophètes » (art. 44). Certains redoutent que cela ne permette de justifier une censure. Un Conseil national des médias chargé de préserver « les valeurs et les principes de la société » devra être créé, sans que ces termes ne soient pour le moment explicités.
« L'État protège la morale, les mœurs et l'ordre public » (art. 11).
Il est interdit (art. 145) de ratifier des conventions internationales contraires à la Constitution. Le projet indique que l'Égypte respecte ses engagements internationaux, mais les organisations de défense des droits humains déplorent l'absence de référence explicite aux conventions internationales en matière de droits de l'Homme.
L'égalité hommes-femmes est garantie, mais l'État est chargé de la « réconciliation entre les devoirs de la femme envers sa famille et son travail ».
Le président a la possibilité d'ouvrir des sessions parlementaires secrètes, laissant pour certains planer le spectre d'une non-séparation des pouvoirs. Le Parlement peut refuser un veto présidentiel, mais à la majorité des deux tiers.

## Campagne
Selon l'opposition, laïque, de gauche ou libérale, ce texte pourrait ouvrir la voie à des interprétations rigoristes de l'islam et offrirait peu de garanties pour certaines libertés. Lors des délibérations, les députés libéraux ont quitté puis boycotté les séances, pour appuyer leur opposition à cette constitution. Après avoir refusé de débattre de ce projet, ils appellent à voter « non » lors du référendum proposé par Morsi.
Après des semaines de manifestations rivales ayant parfois dégénéré en violences meurtrières, les électeurs égyptiens votent samedi 15 décembre 2012 dans dix gouvernorats dont Le Caire et Alexandrie sur le projet de constitution, puis le samedi 22 décembre 2012 dans les gouvernorats restants.

## Résultats
Le 25 décembre 2012, les résultats ont été publiés par le gouvernement égyptien. Ce référendum a été approuvé à 63,8 % des votants, malgré le contexte de crise politique. Le taux de participation a été de 32,9 %.
| Choix                     | Votes      | %     |
| ------------------------- | ---------- | ----- |
| Pour                      | 10 693 911 | 63,83 |
| Contre                    | 6 061 011  | 36,17 |
|                           |            |       |
| Votes valides             | 16 754 922 | 98,22 |
| Votes blancs et invalides | 303 395    | 1,78  |
| Total                     | 17 058 317 | 100   |
| Abstention                | 34 860 750 | 67,14 |
| Inscrits/Participation    | 51 919 067 | 32,86 |

| Pour 10 693 911 (63,83 %) |  |  | Contre 6 061 011 (36,17 %) |
| ▲                         |  |  |                            |
| Majorité absolue          |  |  |                            |